# Иримеску, Ион
Ион (Нику) Иримеску (рум. Ion Irimescu; 27 февраля 1903, с. Преуцешти, уезд Сучава — 28 октября 2005, Фэлтичени (жудец Сучава, Румыния) — румынский скульптор, народный художник Социалистической Республики Румыния (1964). Профессор, почётный член Румынской академии (1992). Заслуженный мастер искусств Румынии (1954). Лауреат Государственной премии Румынии I степени (1955).
Один из «патриархов румынского искусства и скульптуры».

## Биография

Памятник Николае Йорга, Бухарест

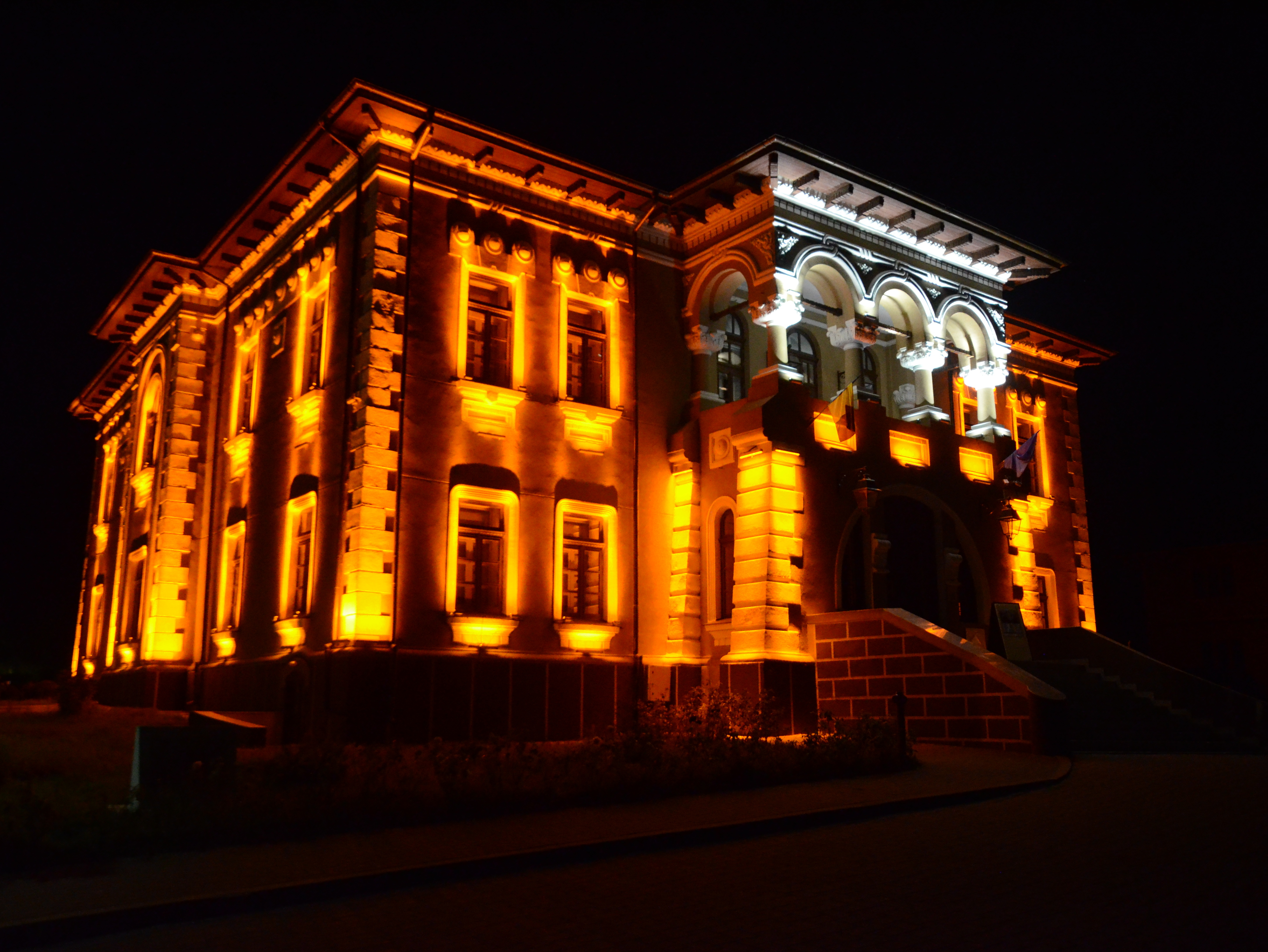
Музей искусств имени И. Иримеску в Фэлтичени

В 1924‒1928 годах учился живописи в Школе изящных искусств в Бухаресте под руководством Оскара Гана и Димитрие Пачуря, в 1929‒1931 в Париж в художественной академии де ла Гранд Шомьер.
Ещё будучи студентом написал картину «Святые Архангелы Михаил и Гавриил» для церкви Фэлтичени.
В 1928 году после окончания Бухарестского национального университета искусств, работал учителем рисования в школе Фэлтичени. Учительствовал до 1939 г.
В 1940‒1950 — преподаватель Школы изящных искусств в Яссах, в 1950‒1955 — Института изобразительных искусств в Клуж-Напока. С 1966 — профессор института изобразительных искусств в Бухаресте.
Президент Союза художников Румынии (1978—1990).
В 1964 за выдающиеся достижения в области театра, музыки и изобразительного искусства ему присвоена звание народного художника Социалистической Республики Румыния, в том же году стал народным артистом Китайской Народной Республики.
В 2000 году стал великом офицером ордена Звезды Румынии. В 2003 году награждён Большим крестом ордена «За верную службу».

## Творчество
Автор скульптурных портретов («К. Баба», бронза, 1952, Музей искусств СРР, Бухарест), памятников («1907 год», бронза, 1957, Крайова), символических образов румынских крестьян («Цветок», 1961).
В работах И.Иримеску, отличающихся цельностью пластической формы, проявляются черты декоративной стилизации, усилившейся в 1960-е годы.
В 1956 году участвовал в Венецианской биеннале, где выставил в павильоне Румынии 15 своих работ, в 1961 году экспонировался на выставке современной скульптуры, организованной Музеем Родена (Париж). Он также демонстрировал свои работы в Берне, Хельсинки, Будапеште, Дрездене, Москве, Варшаве, Праге, Париже, Стокгольме, Лондоне, Риме, Берлине, Бонне, Стамбуле, Анкаре, Тель-Авиве, Дамаске, Каире, Александрии.

## Интересный факт
Во время одной встреч с Николае Чаушеску, И.Иримеску выразил намерение изваять в натуральную величину бронзовую статую румынского писателя Михаила Садовяну, но из-за недостатка материала не смог закончить свою работу. К своему удивлению, Чаушеску отправил ему в подарок статую Сталина, после чего, скульптор вскоре создал статую писателя.